# Ománská centrální banka
Ománská centrální banka (anglicky Central Bank of Oman, zkr. CBO) je banka Ománu, odpovědná za udržování stability národní měny, ománského riálu a zajištění monetární a finanční stability v deregulovaném a otevřeném finančním systému. Kapitálová základna CBO činila jeden milion ománských riálů při zahájení provozu v roce 1975. 
Ománský bankovní systém zakusil několik slučování, následkem toho jsou komerční banky lokálně začleňovány a osm z nich pobočkami zahraničních bank. Koncem roku 2005 tu existovaly také další specializované banky - Ománská banka pro bydlení (anglicky Oman Housing Bank, zkr. OHB), Ománská banka pro rozvoj (anglicky Oman Development Bank, zkr. ODB) a Alliance Housing Bank, zkr. AHB. 